# خالد طارق
خالد طارق بشير (مواليد 6 يناير 1993) لاعب كرة قدم إماراتي يجيد اللعب في الوسط .
لعب سابقاً للنادي الأهلي وانتقل إلى الوصل عام 2015 و إنتقل إلى نادي بني ياس عام 2017 و وقع مع نادي التعاون في عام 2019 .

## روابط خارجية
- خالد طارق على موقع Soccerway.com (الإنجليزية)